# إيالة صيدا
إيالة صيدا أو إيالة عكا إيالة عثمانية كانت تضم منطقة جنوب الساحل السوري من كسروان شمالا إلى الحدود المصرية جنوبا. كانت تحدها إيالة طرابلس الشام من الشمال وإيالة دمشق من الشرق. في بداية القرن التاسع عشر، شملت الإيالة السناجق التالية:
1. سنجق بيروت
2. سنجق صور
3. سنجق صيدا
4. سنجق طبريا
5. سنجق عكا
6. سنجق نابلس
7. سنجق الناصرة

نقل أحمد باشا الجزار عاصمة الإيالة من صيدا إلى عكا عندما استلم الحكم عام 1773.

## تاريخ

### القرن السادس عشر - الثامن عشر

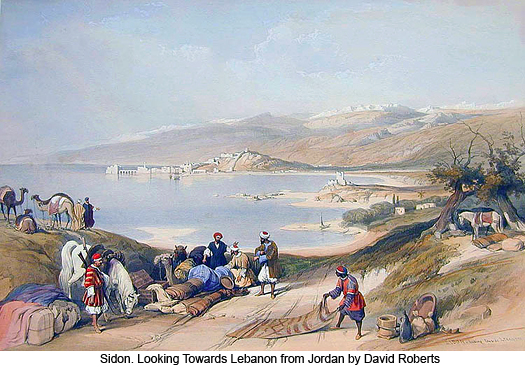
لوحة لدافيد روبرت تصور صيدا بإتجاه بيروت رسمت بحدود عام 1860 م

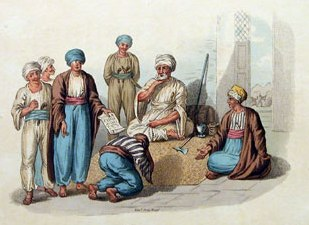
الجزار باشا يدين مجرمًا، نقش لدانيال أورم، 1819

بعد غزو العثمانيين لسوريا عام 1516، تم ضم هذه المنطقة لأول مرة إلى باشاليك دمشق (أو إيالة سوريا). في عام 1585، تم تجميع مناطق بيروت وصيدا وصفد تحت سلطة الأمير الدرزي فخر الدين الثاني من سلالة معن، مع بقائها، من وجهة نظر سياسية ومالية، تابعة لدمشق. خلال منفى فخر الدين في 1614-1615، تم إنشاء المنطقة لفترة وجيزة كمقاطعة من الدرجة الأولى (إيالة). ثم استعاد فخر الدين سلطته، ولكن بعد أن دخل في صراع مع السلطة العثمانية، تم القبض عليه وقطع رأسه في عام 1635. ولوضع حد لحرب الخلافة الدرزية بين ورثة معن، أعادت السلطة العثمانية إنشاء إيالة صيدا في عام 1660. ومع ذلك، احتفظت قبيلة معان بمكانة رئيسية في المحافظة حتى عام 1697، عندما حلت عائلة شهاب محلهم. على الرغم من أن هذه الفترة تُعرف باسم إمارة جبل لبنان، إلا أن صلاحيات المعن، ثم الشهاب، غالبًا ما تقتصر على سلطات الملتزمين (جامعي الضرائب).
بين عامي 1740 و1775 تنافست سلطة الشهابيين مع سلطة الزيداني، وهي قبيلة عربية من الجليل أنشأ شيخها ضاهر العمر إمارة شبه مستقلة على حدود لبنان وفلسطين. أسس ضاهر العمر عاصمته في عكا، وهي بلدة بسيطة حتى ذلك الحين، وطورت التجارة وزراعة القطن. ودخل في منافسة مع الشهابي الذي انتزع سنة 1763 من عائلة حمادة الشيعية جباية الضرائب لصالح إيالة طرابلس. وفي عام 1770، تحالف ضاهر العمر مع القائد المملوكي علي بك الكبير سيد مصر، ضد رجل سوريا القوي والي دمشق عثمان باشا الكرجي الذي عين ولديه حاكمين على صيدا ومصر. طرابلس. استولى المماليك والزيدانيون على يافا بعد حصار دام 8 أشهر (1772-1773) لكن القوات الموالية للسلطان استعادت اليد العليا: قُتل علي باي عام 1773 وظهر العمر عام 1775. البوسني أحمد باي، الملقب الجزار (الجزار) بسبب وحشيته، ضابط علي بك السابق الذي بقي موالياً للسلطان، تم تعيينه باشا (محافظ) صيدا؛ أسس مقر إقامته في عكا، وهي مدينة عززها بشكل خاص ضاهر العمر. وظل "الجزار باشا" بنفسه أو بأسماء مستعارة أخرى سيد صيدا ودمشق حتى وفاته عام 1804.

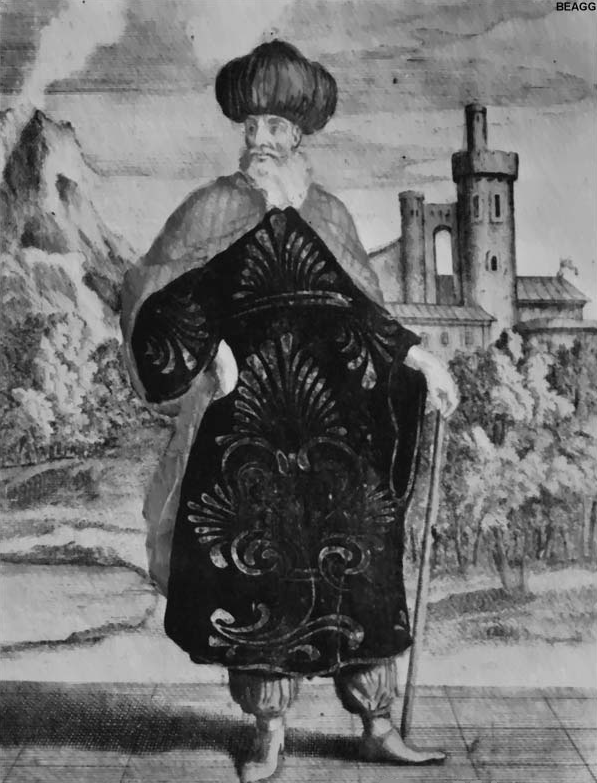
رسم للأمير فخر الدين المعني الثاني الكبير واقفًا، 1787

في عام 1799 قاد الجزار باشا القوات العثمانية ضد جيش بونابرت الفرنسي. وقد لقي الجيش الفرنسي في مصر استقبالا حسنا في منطقة الناصرة ذات الأغلبية المسيحية، لكنه واجه مقاتلين عربا حول نابلس. واجه بونابرت قوات الجزار أثناء حصار سان جان داكر (من 19 مارس إلى 17 مايو 1799). كان الجنرال الفرنسي يأمل أن يسمح له الاستيلاء على المدينة بحشد السكان الدروز والشيعة والموارنة، لكن الجزار، مدعومًا بأسطول سيدني سميث الإنجليزي، صد المهاجمين. وبونابارت بانسحابه نهب البلاد من خلفه، ومارس سياسة الأرض المحروقة، مما أدى إلى تراجع دائم في الزراعة في هذه المنطقة. انسحب آخر أنصار الزيداني مع الجيش الفرنسي هربًا من الانتقام العثماني.

### القرن التاسع عشر
تم غزو المحافظة إلى جانب بقية بلاد الشام، من قبل الجيش المصري بقيادة محمد علي خلال الحرب المصرية العثمانية الأولى (1831-1833). استسلمت مدينة عكا، التي دافع عنها الوالي العثماني عبد الله باشا، بعد 6 أشهر من الحصار (ديسمبر 1831 - 29 مايو 1832). وانضم شيخ من منطقة نابلس، حسين عبد الهادي، إلى المصريين وأصبح حاكم صيدا وعكا حتى وفاته عام 1835 أو 1836. وفي عام 1834، قمعت القوات المصرية ثورة فلسطين ضد الضرائب والتجنيد الإجباري الذي قدمته الإدارة الجديدة. خلال الحرب المصرية العثمانية الثانية (1839-1841)، انتصر المصريون في البداية ولكن التدخل الدولي تميز بقصف بيروت (15-16 سبتمبر 1840) وعكا (3 نوفمبر 1840) من قبل البحرية الملكية والقوات البحرية الملكية. عليهم أن يتخلوا عن فتوحاتهم. أعيد تأسيس الإيالة العثمانية عام 1841 وعاصمتها بيروت.
في عام 1842 وتحت ضغط من القوى الأوروبية التي أرادت وضع حد للصراعات بين الطوائف، اضطر الباب العالي إلى قبول الحكم الذاتي الجزئي للمنطقة في ظل نظام المعسكر المزدوج، حيث يحكم الشمال (جبل لبنان) من قبل ماروني و الجنوب (كسروان والشوف) من قبل الدروز، وبقية المحافظة، مع بقاء بيروت تحت الإدارة العثمانية المباشرة. واستمر هذا النظام حتى الحرب الأهلية في بلاد الشام عام 1860، والتي أدت إلى التدخل الفرنسي ومنح الحكم الذاتي لمتصرفيات جبل لبنان.
وفي عام 1864 وفي إطار الإصلاح الإداري الذي حول الولايات إلى ولايات، تم إلحاق المنطقة الساحلية بولاية سوريا. وأصبحت مرة أخرى ولاية منفصلة، ولاية بيروت، في عام 1888.

## اقتصاد

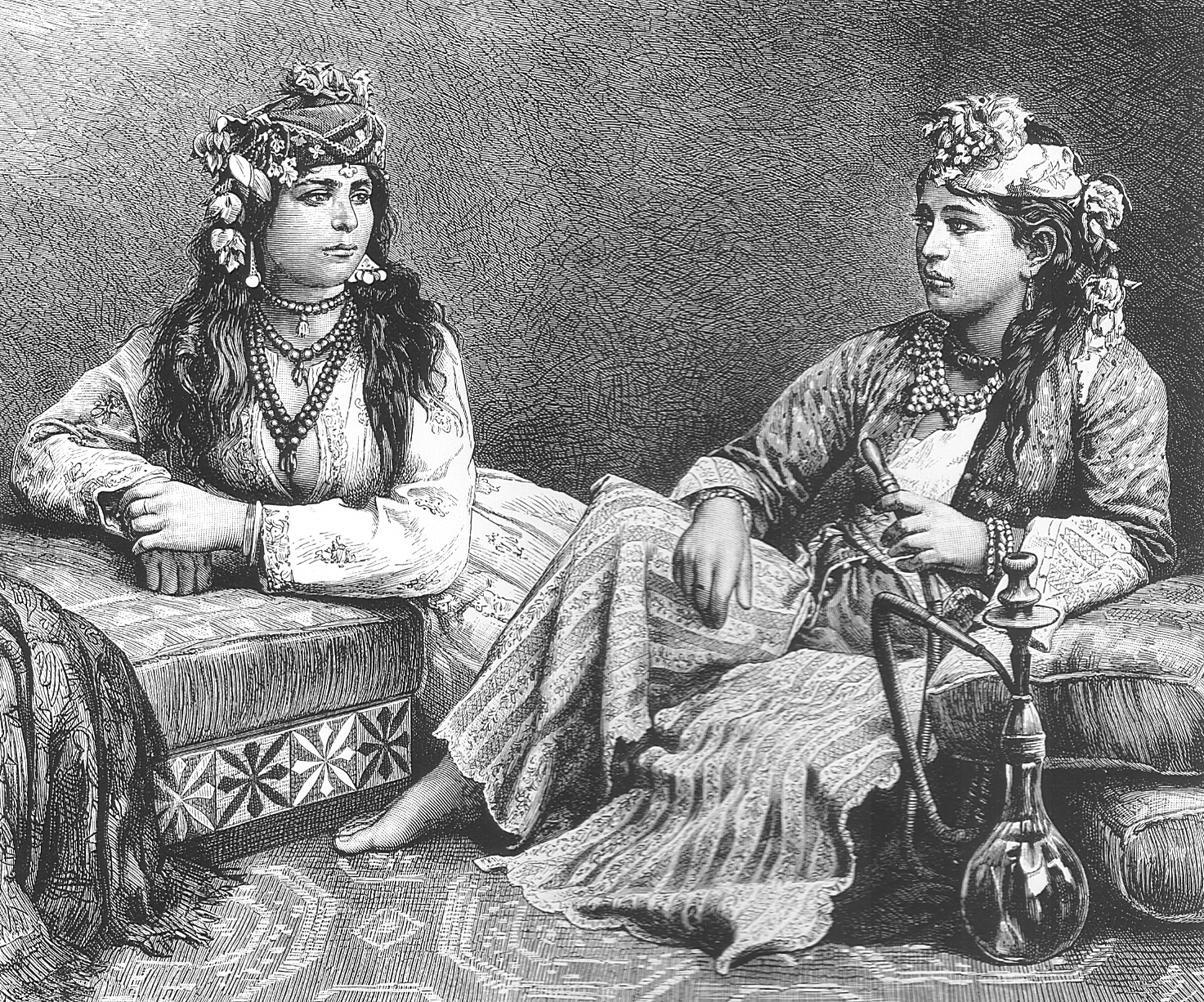
نساء صيدا، نقش للويس شارل إميل لورتيت، ١٨٨٤

وكان للجزء الجنوبي من بلاد الشام في العهد العثماني عدة موانئ صغيرة، وهي بيروت وصيدا وعكا وحيفا وكانت تابعة لإيلة صيدا، بينما كانت يافا تابعة لإيلة دمشق. منذ نهاية القرن السابع عشر، شهدت هذه الموانئ نموًا اقتصاديًا قويًا مرتبطًا بالتجارة الدولية عبر بلاد الشام وكانت بمثابة نقاط ترحيل لكل من المناطق النائية المباشرة والمدن الداخلية مثل دمشق والقدس. كان الفرنسيون، وخاصة المرسيليا، في القرن الثامن عشر، يحتكرون التجارة الخارجية فعليًا. تقدم أرشيفات مرسيليا حالة دقيقة إلى حد ما عن تجارة "سيدا (صيدا) وتوابعها".

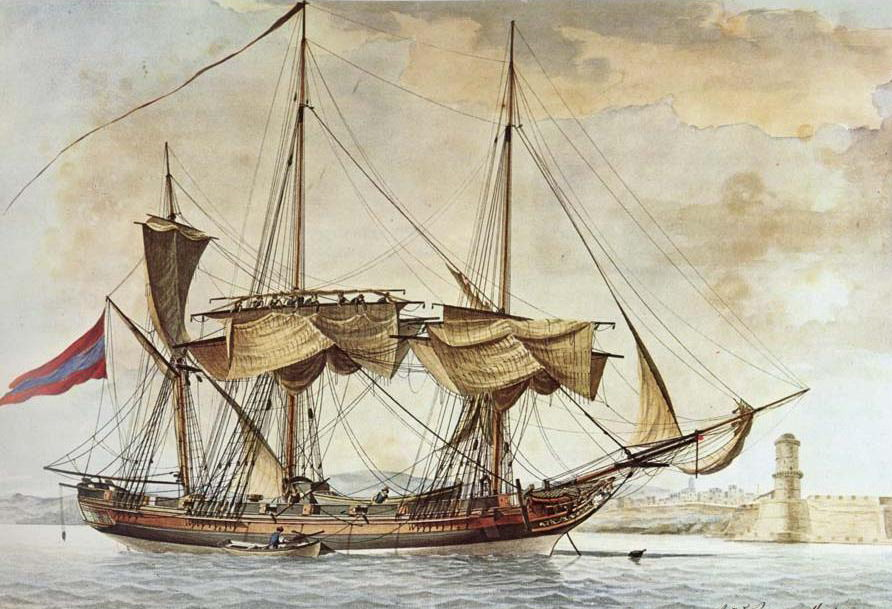
سفينة تجارية يونانية عثمانية في مرسيليا، بقلم أنج جوزيف أنطوان رو، ١٨٠٠

باع الفرنسيون بشكل رئيسي القماش الذي يمثل ثلثي الواردات من بلاد الشام في الأعوام 1760-1770، ونصفها حوالي عام 1780. وتمثل المنتجات الأخرى من المدينة ما بين 3 إلى 16% من المبيعات اعتمادًا على السنة، تلك من جزر الهند الغربية الفرنسية (النيلي). والسكر والقهوة التي تنافس اليمن) 5 إلى 27%، والقادمين من الخارج 4 إلى 34%. ومن بين المنتجات الفرنسية، أهمها الورق والقلنسوات، وهي تقليد مرسيليا لتلك التي صنعتها ولاية تونس. توفر الهند القرمزية، وهي صبغة حمراء شائعة جدًا، بينما توفر أوروبا الشمالية الأجزاء المعدنية (الحديد والصلب والقصدير والرصاص).
وفي المقابل، تصدر بلاد الشام بشكل رئيسي القطن الخام أو المغزول والحرير الخام. تمثل الأقمشة والأصناف الأخرى، والمرارة، والفوة، وما إلى ذلك، بشكل عام أقل من 10٪ من الصادرات.
شهد حجم التجارة الخارجية تباينات قوية، تتراوح بين 4 ملايين و900 ألف جنيه استرليني حسب السنة، مرتبطة بحرب السنوات السبع ثم حرب الاستقلال الأمريكية، ولكن أيضًا بالصراعات المحلية التي أثرت على سوريا العثمانية. وهو دائمًا ما يكون غير متوازن لصالح الشرقيين، حيث يدفع الأوروبيون الفرق في العملة، وخاصة في ثالر الفضة الذي يكون سعره المحلي مفيدًا.
كما حافظ جنوب الشام على حركة مرور نشطة للغاية مع الموانئ العثمانية الكبيرة، خاصة القسطنطينية وسالونيك وخيوس، بالإضافة إلى الإسكندرية ودمياط في مصر. وبالإضافة إلى البضائع، تشهد الموانئ الشامية مرور الحجاج المسلمين من مكة أو المسيحيين من الأراضي المقدسة. تصدر بلاد الشام الحرير والأقمشة بشكل أساسي، ثم القمح والتبغ والصابون. وفي عام 1783، استقبل ميناء دمياط وحده 6.9 مليون جنيه من البضائع من جنوب بلاد الشام مقابل 5.2 مليون جنيه لمرسيليا.